# 쟈니 잉글리쉬 3
《쟈니 잉글리쉬 3: 스트라이크 어게인》(영어: Johnny English Strikes Again)은 데이비드 커 감독의 2018년 첩보 액션 코미디 영화이다. 《쟈니 잉글리쉬 2: 네버다이》(2011) 속편이다. 로언 앳킨슨이 전편과 마찬가지로 제목 주인공인 MI7 요원 역을 맡았다. 그 외에 벤 밀러, 올가 쿠릴렌코, 제이크 레이시, 에마 톰프슨 등이 출연하였다. 크리스 클라크 등이 제작에 참여하였다.
2018년 10월 5일 영국 극장에서 개봉하였고, 미국의 경우 2018년 10월 26일 유니버설 픽처스를 통해 개봉하였다. 비평가들 평은 좋지 않았으나 전 세계 기준 1억 5,900만 달러 흥행 수익을 달성하는 금전적 성공을 거두었다.

## 줄거리
전편인 2편으로부터 7년 후. G12 회의가 스코틀랜드에서 열리기 일주일 전. 사이버 공격으로 현장 요원들 신분이 노출되면서 MI7은 현역에서 물러난 나이 있는 요원들을 현장에 복귀시키게 된다.
지리 교사로 지내며 학생들에게 암암리에 첩보 기술을 가르치던 조니 잉글리시는 MI7에 사무원으로 남아있던 옛 사이드킥 앵거스와 1977 애스턴 마틴 V8 밴티지를 타고 사이버 공격이 시작된 근원지인 프랑스 앙티브 마니피크 호텔로 향한다.
둘은 식당 종업원으로 위장해 사이버 공격에 협력한 것으로 추정되는 자의 휴대 전화를 훔치고 그 안에서 요트 "닷 캄"(Dot Calm)의 사진을 발견한다. 이곳에 잠입한 둘은 오펠리아와 처음 마주친 뒤 요트 안에 컴퓨터 서버 장비가 가득한 걸 확인하고 도망한다.
오펠리아는 시골 도로에서 BMW 전기차로 이들을 쫓은 끝에 카뉴쉬르메르 호텔에서 조니 살해를 시도하지만 불발로 그친다. 사이버 공격이 계속되자 총리는 다가오는 G12 회의에서 실리콘 밸리 억만장자 제이슨 볼타와 협정을 맺기로 한다.
닷 캄 요트 주인이 제이슨이라는 걸 알게 된 조니는 사이버 공격 장본인이 제이슨이라는 증거를 찾기 위해 그의 저택에 잠입하기로 하고 VR로 예행 연습을 한다. 그러나 도중 모의실험 방에서 나와버린 걸 인지하지 못한 조니는 오픈 톱 버스 루트마스터 이층에서 여행 안내인을 밖으로 내던져버리는 등 민간에 각종 피해를 입힌다.
실제 저택에 잠입한 조니는 오펠리아와 다시 마주친다. 오펠리아는 러시아 첩보원으로 역시 제이슨을 조사 중이며, 조니를 죽이려고 했던 이유는 임무 방해 요인으로 판단했기 때문으로 밝혀진다. 둘은 공조하기로 하고, 조니는 음모 증거를 오펠리아 아이폰으로 녹화한다. 하지만 도망 중에 한 민간인의 아이폰과 뒤바뀌면서 MI7와 총리 설득에 실패하고, 총리는 조니를 해고한다.
조니와 앵거스는 해군 장교인 앵거스의 아내 리디아가 지휘하는 뱅가드급 잠수함 벤전스를 타고 로크 네비스를 항주해 개록성에 도착한다. 오펠리아는 제이슨을 죽이려다가 실패하고 역으로 목숨을 위협받지만 조니가 끼어든 덕에 도망친다.
총리가 계약에 서명을 하자마자 영국 내 데이터는 물론 에어셔주에 있는 접속 배선함 접근 권한도 갖게 된 제이슨은 자신의 말을 듣지 않으면 전 세계 인터넷을 연결하는 광케이블을 끊어 인터넷 서비스를 전면 차단하겠다고 선언한다. 제이슨은 맛보기로 영국과 유럽 인터넷과 전기를 끊어버린 뒤 나머지 G12 정상들에게 영국과 같은 계약에 동의하라고 협박한다.
이때 잠수함 근방에서 휴대 전화를 쓰지 말라고 했던 리디아의 경고를 잊은 조니가 휴대 전화를 쓰다가 우연히 탄도 미사일 발사 코드를 입력한다. 이어지는 혼선 속에서 리디아는 이를 윗선이 지시한 정식 명령으로 받아들이고 발사를 실행해 사이버 공격 진원지인 닷 캄 요트와 서버를 파괴하고 제이슨의 공격은 정지된다.
제이슨은 도망하지만 아에로스파시알 가젤 헬리콥터에 타려는 순간 조니에게 따라잡힌다. 제이슨은 조니에게 사이버 공격은 경로 변경으로 네바다주에 있는 닷 캄 서버를 통해 재개하면 그만이라고 말한다. 오필리아가 해킹으로 구동 체계를 비활성화하면 헬리콥터 작동을 멈출 수 있다며 태블릿을 건네지만 조니는 작동법을 이해하지 못한다. 제이슨이 디지털 기술을 모르는 조니를 비웃자 조니는 태블릿을 제이슨에게 던져 정신을 잃게 만들고 칼로 제이슨의 휴대 전화도 부숴버린다.
제이슨을 저지한 조니는 명예를 되찾는다.

## 출연
- 로언 앳킨슨 - 조니 잉글리시 에스콰이어 역
- 벤 밀러 - 앵거스 바우 역
- 올가 쿠릴렌코 - 오펠리아 불레토바 역
- 제이크 레이시 - 제이슨 볼타 역
- 에마 톰프슨 - 총리 역
- 애덤 제임스 - 페거서스 역: MI7 국장.
- 아미트 샤 - 사미어 역: 총리 보좌관.
- 매슈 비어드 - P 역: M17 무기 전문가.
- 마이클 갬본 - 에이전트 파이브 역
- 찰스 댄스 - 에이전트 세븐 역
- 에드워드 폭스 - 에이전트 나인 역
- 비키 페퍼딘 - 리디아 역: 앵거스의 아내. 해군 장교.
- 피파 베넷워너 - 레슬리 역: 페거서스의 비서.
- 폴린 매클린 - 트래트너 부인 역: 운전 강습생.
- 거스 브라운 - 교장 역
- 케빈 엘든 - MI7 당직 요원 역 (크레디트 미기재)

## 기타 제작진
- 배역: 세라 크로
- 미술: 사이먼 볼스